# Генрі Мозлі
Генрі Ґвін Джефріс Мозлі (англ. Henry Gwyn Jeffreys Moseley, 23 листопада 1887, Веймут, графство Дорсет — 10 серпня 1915, Галліполі, Туреччина) — англійський фізик, один з основоположників рентгенівської спектроскопії та ствердження концепції атомного номера у фізиці і хімії.

## Біографія
Народився в містечку Веймут в англійському графстві Дорсет в родині Генрі Ноттіджа Мозлі, професора анатомії та фізіології  Оксфордського університету. Навчався в знаменитому  Ітонському коледжі для хлопчиків, потім, в Триніті-коледжі Оксфордського університету. У 1910—1914 працював в лабораторії Ернеста Резерфорда в Манчестерському університеті. У 1914 р. повернувся до Оксфорду. З початком Першої світової війни, Мозлі був направлений на фронт інженером і загинув у Галліполі 10 серпня 1915 року при проведенні Дарданельської операції у віці 27 років.

## Наукова діяльність
У 1913 в серії блискучих експериментів встановив залежність між частотою спектральних ліній характеристичного  рентгенівського випромінювання і атомним номером випромінюючого елемента. Залежність була названа на честь першовідкривача — законом Мозлі. Це фундаментальне відкриття мало величезне значення для встановлення фізичного сенсу періодичної системи елементів і атомного номера і для підтвердження правильності концепції планетарного атома. У 1913 р. створив і представив історично перше радіоізотопне джерело електричної енергії (атомну батарею Beta Cell), що являв собою скляну сферу, посріблену зсередини, у центрі якої на ізольованому електроді розташовувалося радієве джерело іонізуючої радіації. Електрони, що випромінюються при бета-розпаді, створюють різницю потенціалів між срібним шаром скляної сфери та електродом з радієвою сіллю. У 1914 Мозлі опублікував роботу, в якій зробив висновок, що між елементами алюмінієм і золотом в періодичній таблиці має перебувати три елементи. Ними виявились елементи Технецій, Прометій, Реній.

## Атомний номер
Раніше за часів  Д. І. Менделєєва припускали, що атомний номер був просто числом, що відповідає місцю елемента у таблиці хімічних елементів відповідно до його відносної атомної маси, і яке може бути змінене (як змінював Д. І. Менделєєв), для правильного впорядкування у Періодичній системі. Генрі Мозлі показав, що атомний номер не просто індекс, а має фізичний зміст і може бути експериментально визначений, і таким чином змінив формулювання періодичного закону.